# Leroy Vinnegar
Leroy Vinnegar (Indianapolis, 13 luglio 1928 – Portland, 3 agosto 1999) è stato un contrabbassista e compositore statunitense di musica jazz.

## Biografia
Autodidatta, iniziò la carriera musicale da professionista all'età di vent'anni in alcune formazioni locali, dopo un breve soggiorno a Chicago (1952), nel 1954 si trasferì in California dove suonò nel quartetto del chitarrista Barney Kessel.
In breve si affermò come eccellente sideman di studio in album (apparì in oltre 140 albums) per musicisti jazz di primissimo piano come: Chet Baker, Herb Geller, Serge Chaloff, Art Pepper, Harold Land, Carl Perkins (uno dei suoi pianisti preferiti, originario anch'egli di Indianapolis), Shorty Rogers, Russ Freeman, Chico Hamilton, Stan Getz, Dexter Gordon e molti altri.
Nel 1956 fece parte del trio del batterista Shelly Manne (il terzo componente era il pianista André Previn) con i quali registrò il famoso album (dalle vendite milionarie) My Fair Lady, trasposizione in musica jazz della celebre commedia musicale trionfante a Broadway.
Nel 1957 cominciò ad incidere propri album come leader, alcuni accolti favorevolmente dalla critica musicale.
Nel 1959-1960 fu attivo nel trio di Les McCann (con cui ritornerà alla fine degli anni sessanta e culminato con un altro celebrato album Swiss Movement) e nella Big Band di Gerald Wilson (1961-1962).
In seguito proseguì la sua carriera come free lance in California e poi in Oregon (dove morì per arresto cardiaco).

## Discografia

### Leader
Album
- 1958 - Leroy Walks! (Contemporary Records, C3542/S7542) a nome The Leroy Vinnegar Sextet
- 1963 - Leroy Walks Again!! (Contemporary Records, ) a nome Leroy Vinnegar Quintet!
- 1965 - Jazz's Great "Walker" (Vee Jay Records, VJLP 2502)
- 1973 - Glass of Water (Legend Records Co., LGS-1001)
- 1974 - The Kid (PBR International, PBR-6)
- 1993 - Walkin' the Basses (Contemporary Records, CCD-14068-2)